# 侧柏
侧柏（學名：Platycladus orientalis），又名柏树、香柏（河北）、香树、香柯树（湖北宣恩、利川）、黄柏（华北）、扁柏（浙江、安徽）、扁桧（江苏扬州），属柏科。其种加词“orientalis”意为“东方的”。

## 分布
原产於中国西北部，广泛分布於亚洲大陆，包括朝鲜半岛、日本、印度北部、伊朗北部以及中国大陆的内蒙古、吉林、辽宁、河北、山西、山东、江苏、浙江、福建、安徽、江西、河南、陕西、甘肃、四川、云南、贵州、湖北、湖南、广东、广西、西藏等地，生长於海拔100米至3440米的地区，多生长在路边、山坡、山坡疏林、杂木林、针阔混交林、石灰岩山坡（多为向阳坡），目前已作为观赏树种而被广泛栽培。

## 形态
常绿乔木，生長緩慢，高度一般15－20米，裸子植物。
小枝扁平直展，针葉一般扁平，鳞片状，平均每枚長2－4毫米，與樹枝外形相似，融為一體。
雄球花细小，黄褐色，卵圆形；雌球花蓝绿色，球形而生有突起。雌球花变为球果，球果长形木质种鳞，较厚，背面具有一反曲的尖头，成熟后开裂。
種子无翅，長4－6毫米。

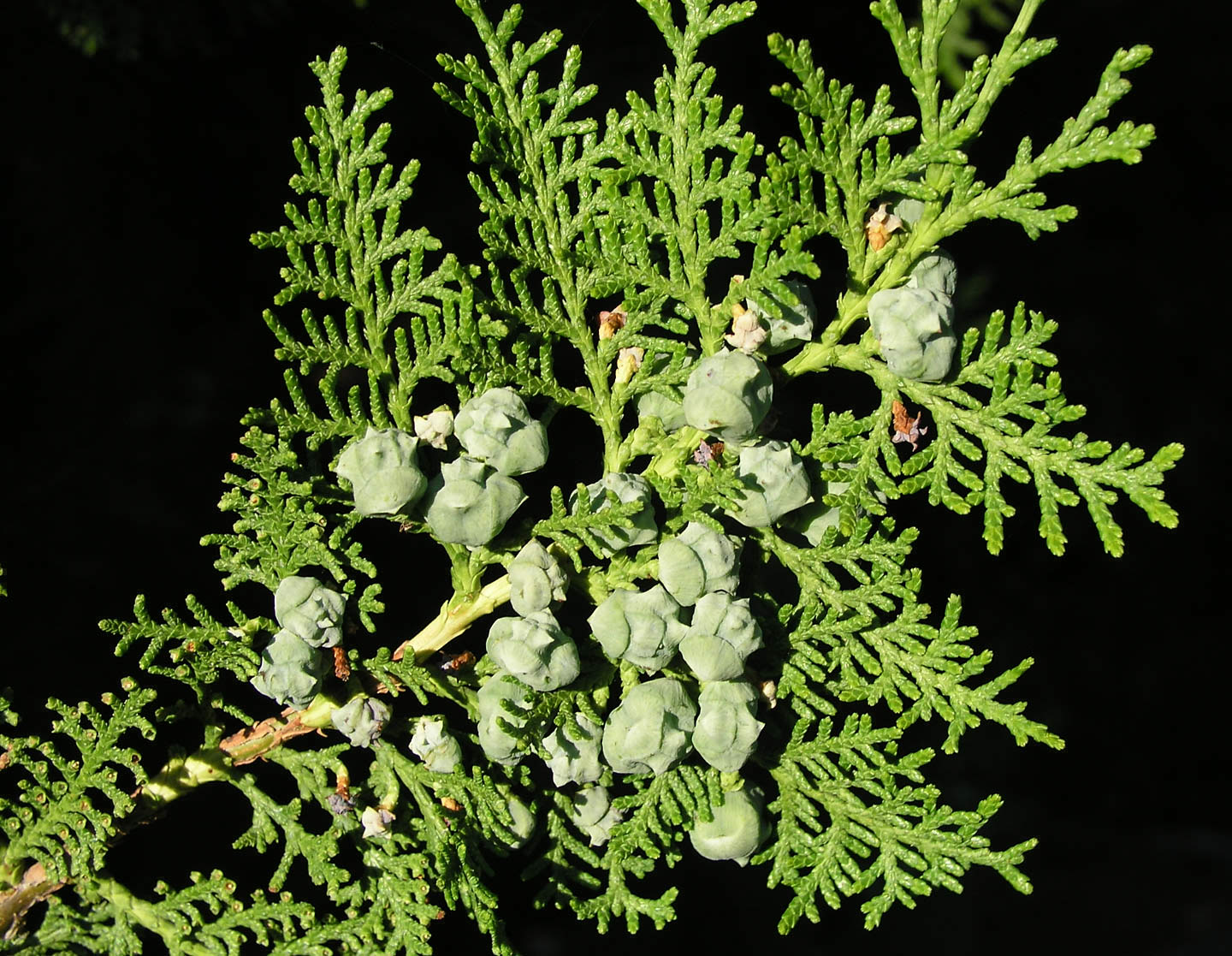
毬果
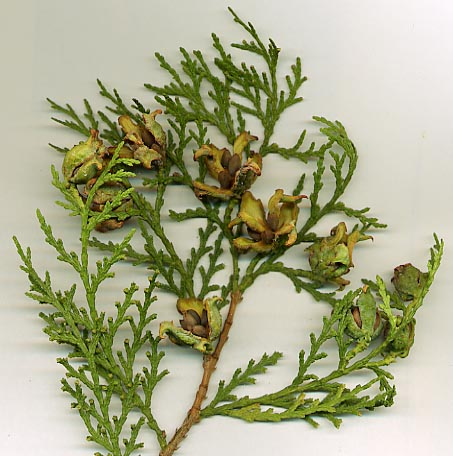
側柏枝葉
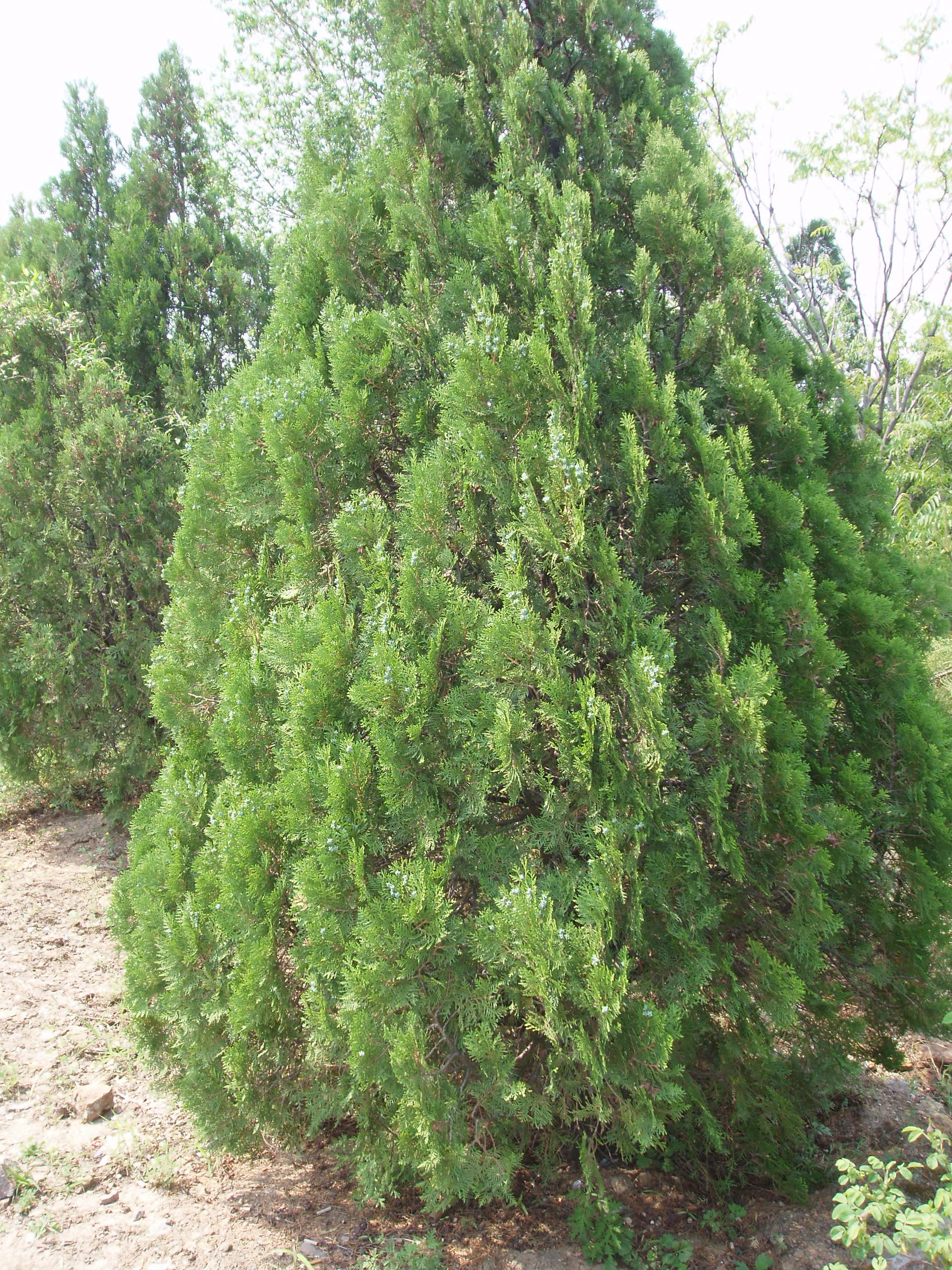
幼年侧柏

## 象征
由於侧柏的寿命很长，而且即使在中国西部和北部的干冷气候中也能四季常青，因此常被种植在寺院中。
在中国寺庙、陵墓及各种古迹中，常有古柏的树龄达数百年，而一些已超过千岁。

## 用途
常用來當作觀賞植物，也常栽种于陵墓园林中。
其木材可制家具，而佛教寺院常用来興建寺廟。
种子及枝叶可入药，具强壮滋补之效。

## 文化

### 诗歌
|           | 蜀相 丞相祠堂何處尋，錦官城外柏森森。 映階碧草自春色，隔葉黃鸝空好音。 三顧頻煩天下計，兩朝開濟老臣心。 出師未捷身先死，長使英雄淚滿襟。 |
| ——唐·杜甫 | |

|           | 古柏行 孔明廟前有老柏，柯如青銅根如石。 霜皮溜雨四十圍，黛色參天二千尺。 君臣已與時際會，樹木猶爲人愛惜。 雲來氣接巫峽長，月出寒通雪山白。 憶昨路繞錦亭東，先主武侯同閟宮。 崔嵬枝幹郊原古，窈窕丹青戶牖空。 落落盤踞雖得地，冥冥孤高多烈風。 扶持自是神明力，正直原因造化工。 大廈如傾要樑棟，萬牛回首丘山重。 不露文章世已驚，未辭翦伐誰能送？ 苦心豈免容螻蟻，香葉終經宿鸞鳳。 志士幽人莫怨嗟：古來材大難爲用。 |
| ——唐·杜甫 | |

## 命名
古人认为万木皆向阳而生，枝叶向南尤密，唯独柏树枝叶向西，[五行]之中，西方属金，其色为白，因而柏树取西方之色为名。
又因柏树入药时，“取叶扁而侧生者”，故而又名“侧柏”。
側柏來自拉丁語，意思是生命之樹，因為這種植物的壽命很長。據信，中國佛教寺廟周圍環繞著植物，已有1000多年的歷史。東方來自特定的加詞，orientalis 指的是它的起源，東亞。因此，它被稱為東方側柏。
側柏，又稱扁柏、柏子樹等，因其樹齡可長達數百至千年，故被稱為「百木之長」。據說陝西黃帝陵及山東岱廟內的漢柏均有2000多歲，為漢武帝所植。側柏最大的特點是長壽。古人認為吃側柏葉或側柏果可長生不老；道家認為側柏葉具有辟穀延齡的功效，並推崇其為「上品仙藥」。

### 品行
因柏树枝叶入冬依旧青翠，耐雪迎风，故人们常将它与松树并称，《史记》中有言道：松柏为百木之长。西汉·司马迁《史记·龟策列传》
士大夫也常以柏树自喻，北宋司马光曾作诗一首，借安抚柏树自我宽慰：君知梁栋材,大匠偶未度。但守岁寒心,闲轩亦不恶。|北宋·司马光

### 柏叶
[东晋][葛洪]在《[抱朴子]》中，记下了一则异闻：[秦朝]末年，战乱四起，有一秦宫女惊走如山，正饥之时，遇一老者，教食松柏之叶。初食苦，久之口感适宜，自此不需它食，冬不觉寒，夏不觉热，身形矫健。二百年后，有猎人在终南山见一人身生黑毛，跳坑越涧如飞，即秦宫女，后人称之“毛女”。[李时珍]称，柏树之叶，麝食之而体香，“毛女”食之而体轻。
[宋代]《[太平广记]》也有“柏叶仙人”的记载：[唐朝]一修仙之士，得异人指点，服食柏叶，寿至二百三十岁。
而古时民间确有柏叶制酒之法，服用可使人耐寒暑，益五脏。比如[荆楚]一带风俗，流行以柏叶浸酒中，元旦阖家共饮，以祈长寿。